# Ghardaglaia mocambiquensis
Ghardaglaia mocambiquensis is een mosselkreeftjessoort uit de familie van de Candonidae. De wetenschappelijke naam van de soort is voor het eerst geldig gepubliceerd in 1974 door Hartmann.